# Catedral de Cristo Rey (Niigata)
La Catedral de Cristo Rey también conocida como Iglesia de Niigata (en japonés: 王であるキリスト司教座聖堂) es el nombre que recibe un edificio religioso que está afiliado a la Iglesia católica y se encuentra ubicado en el localidad de Niigata en la prefectura del mismo nombre, en el país asiático de Japón.
El templo fue dedicado en 1927, sigue el rito romano o latino y es la iglesia principal de la diócesis de Niigata (Dioecesis Niigataënsis カトリック新潟教区) que fue elevada a su actual estatus por el Papa Juan XXIII mediante la bula "Sicut provido" en 1962.
Esta bajo la responsabilidad pastoral del obispo Tarcisius Isao Kikuchi.